# Rifargia litura
Rifargia litura är en fjärilsart som beskrevs av William Schaus 1906. Rifargia litura ingår i släktet Rifargia och familjen tandspinnare. Inga underarter finns listade.